# Nationale Deutsche Befreiungsbewegung
Die Nationale Deutsche Befreiungsbewegung (NDBB) wurde 1970 im Rahmen der Aktion Widerstand in Hanau von Roland Tabbert gegründet und verstand sich als Vorläuferin einer neuen NSDAP. Ihr Ziel war die Wiederherstellung eines Deutschlands in den Grenzen von 1914.
Die Gruppe bekämpfte die neue Ostpolitik der Bundesregierung von Bundeskanzler Willy Brandt (SPD). In West-Berlin verübten Anhänger Überfälle auf linke Szenelokale. Zum 10. Jahrestag des Mauerbaus am 13. August 1971 wurden Anschläge auf Einrichtungen der SEW, das sowjetische Reisebüro Intourist, Schüsse auf NVA-Angehörige und ein Handgranaten-Überfall auf einen Wachturm geplant.   
Einen Tag vor dem Überfall, am 12. August 1971, wurde die Gruppe durch die Polizei ausgehoben, da sie durch den V-Mann J. Neumann infiltriert war. Bei Hausdurchsuchungen wurden diverse Waffen und Munition gefunden. Trotzdem existierte die Gruppe weiter, löste sich aber offenbar selbst 1978 auf. Nach einer späteren Aussage Tabberts 1990 war die PLO das Vorbild für die Gründung der NDBB gewesen.